# Église Saint-André de Kiev
Pour les articles homonymes, voir Église Saint-André.
Cette église Saint-André (ukrainien : Андріївська церква, Andriïvska tserkva), est une église baroque située rue Vladimir à Kiev, capitale de l'Ukraine. Elle est parfois appelée à tort cathédrale.
Cette église est la propriété de l'Église orthodoxe d'Ukraine mais le parlement ukrainien a confié gratuitement et à titre permanent sa gestion canonique au Patriarcat œcuménique de Constantinople.

## Situation géographique
Située descente Saint-André, elle s'inscrit dans une série de monuments ponctuant la ligne des collines escarpées des rives du Dniepr de l'amont vers l'aval avec le monument à saint Vladimir, le monument aux droits de Magdebourg, l'arche de l'amitié entre les peuples, le monument aux morts de la Seconde Guerre mondiale et la statue de la Mère-Patrie. Le sommet des collines est ainsi occupé par des édifices religieux comme le monastère de Saint-Cyrille, le monastère Saint-Michel-au-Dôme-d'Or, la tombe d'Askold, la laure des Grottes de Kiev et le monastère Saint-Michel-de-Vydoubytch.

## Historique
La première pierre de l'église est posée en 1744 par l'impératrice Élisabeth Ire, qui souhaitait se faire construire un palais dans la ville. Les travaux se déroulent entre 1747 et 1754 sous la direction de l'architecte italien Bartolomeo Rastrelli. 
L'église est dépourvue de cloches, car selon la légende, leur retentissement entrainerait les eaux du Dniepr à inonder la rive gauche de la ville.
Elle est inscrite au sanctuaire national Sophie de Kiev comme monument du patrimoine culturel.

## Considérations religieuses
L'église est longtemps restée le siège de l'Église orthodoxe autocéphale ukrainienne. Puis, à la suite de la fusion en 2018 de cette juridiction avec l'Église orthodoxe ukrainienne (patriarcat de Kiev) pour former la nouvelle Église orthodoxe d'Ukraine, la Rada, le parlement ukrainien, a confié son usage, gratuitement et à titre permanent, au Patriarcat œcuménique de Constantinople.

## Galerie

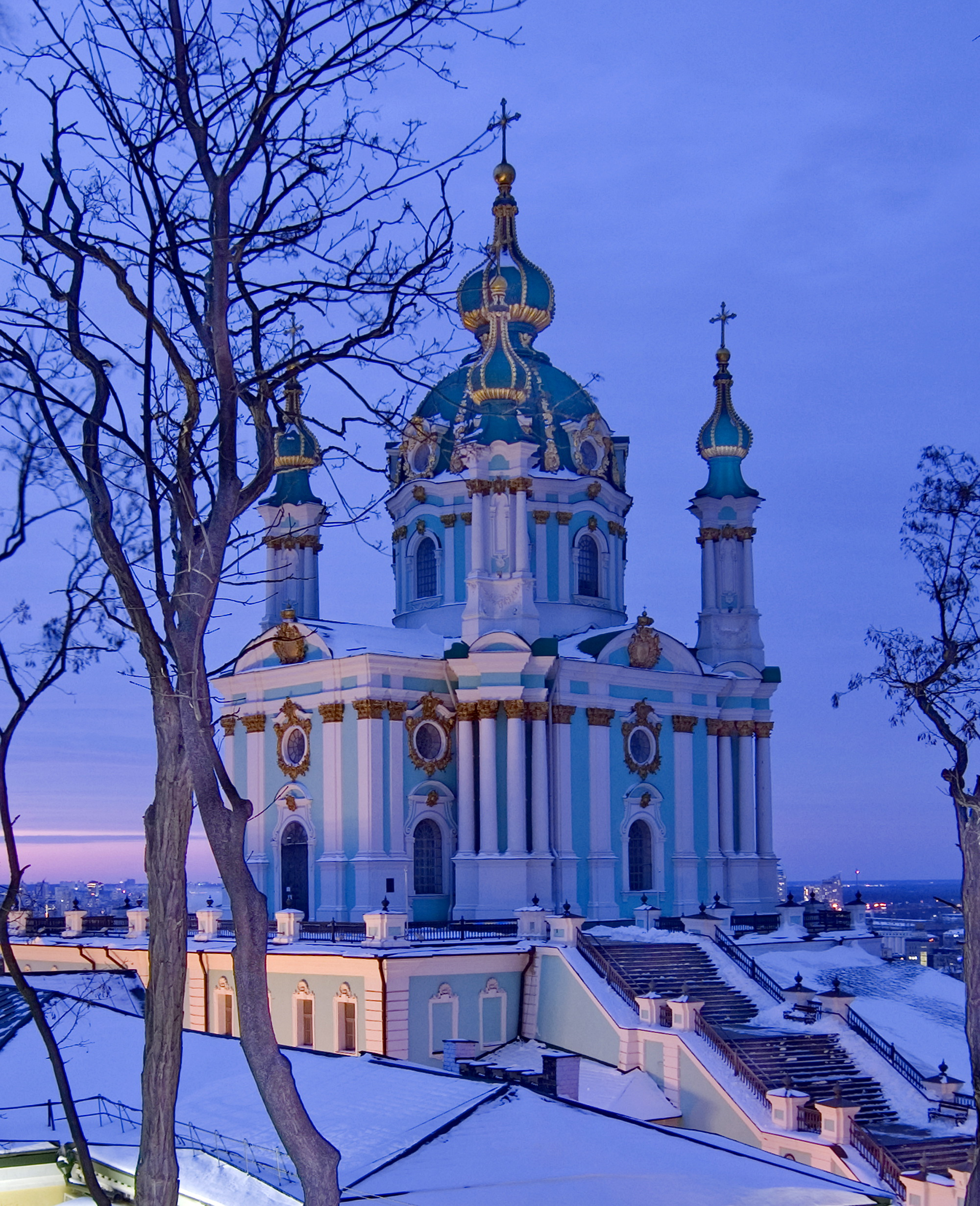
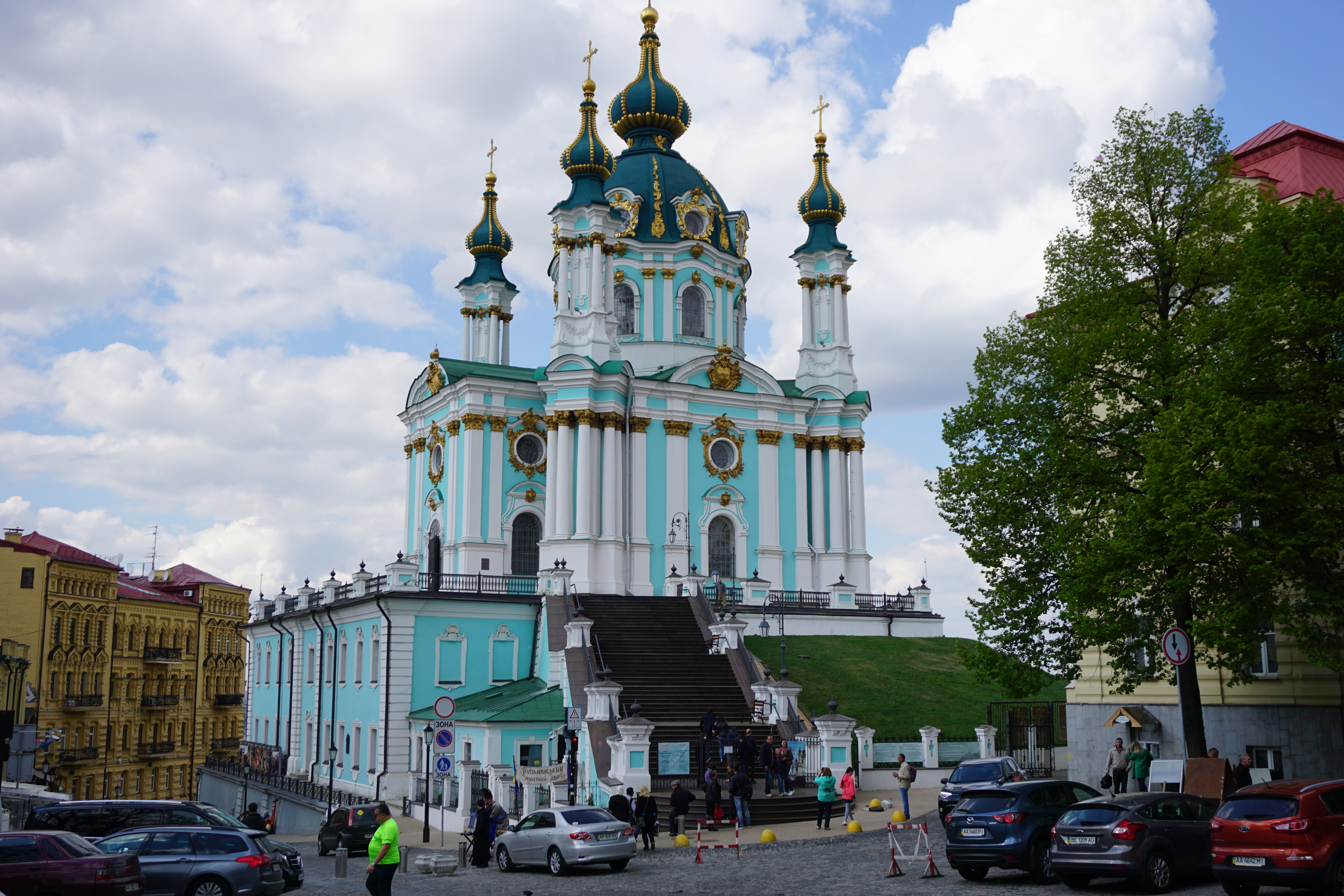
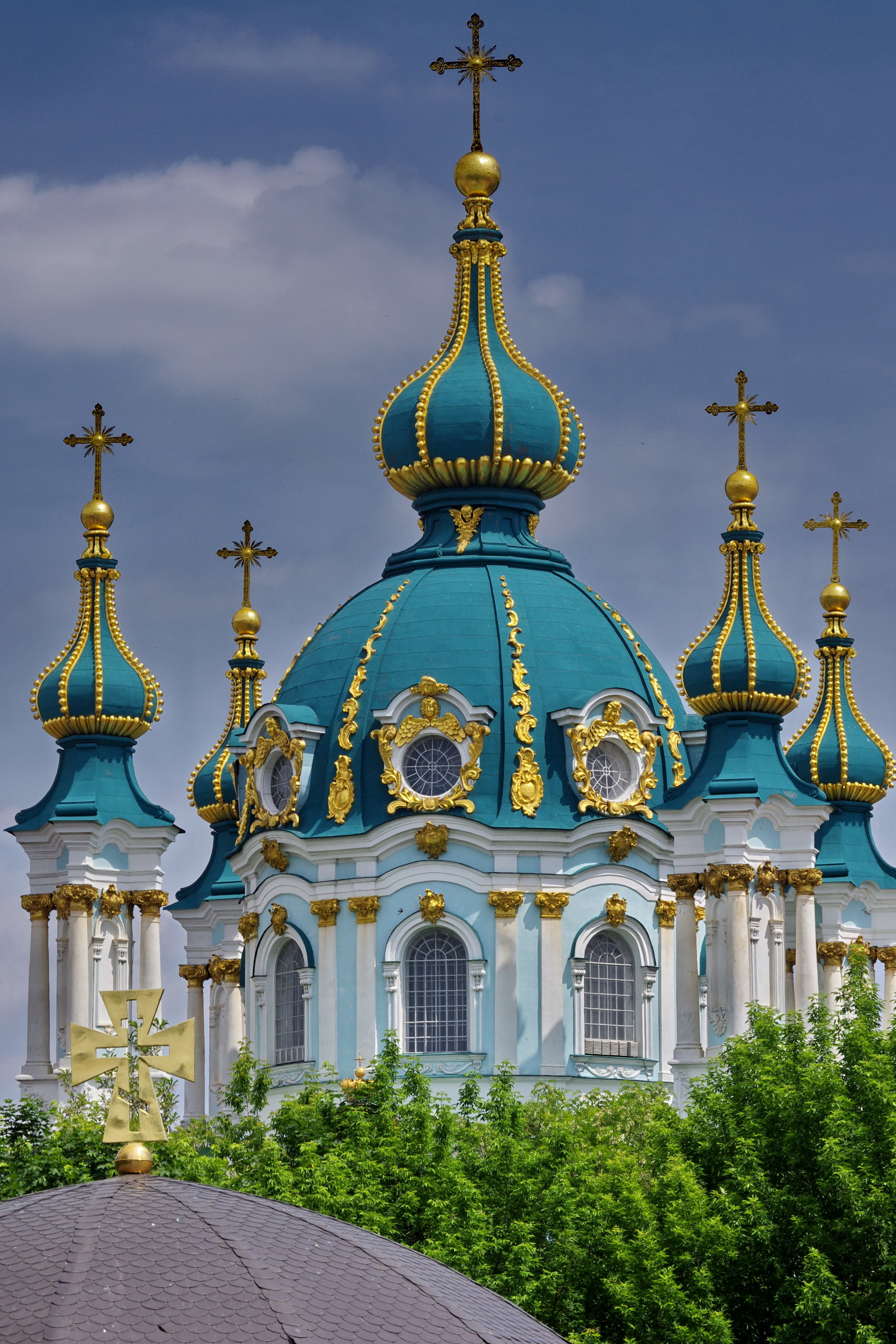
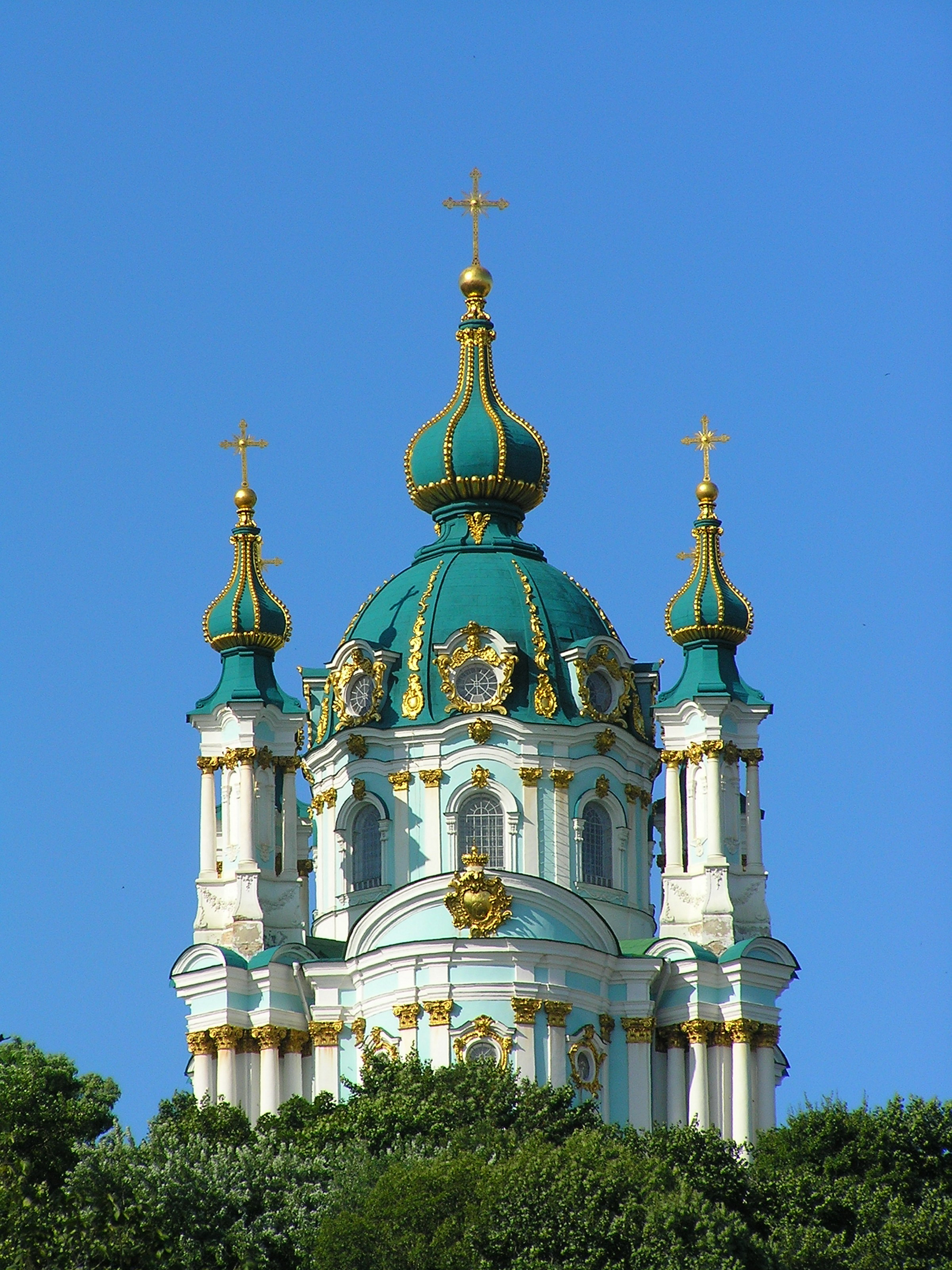
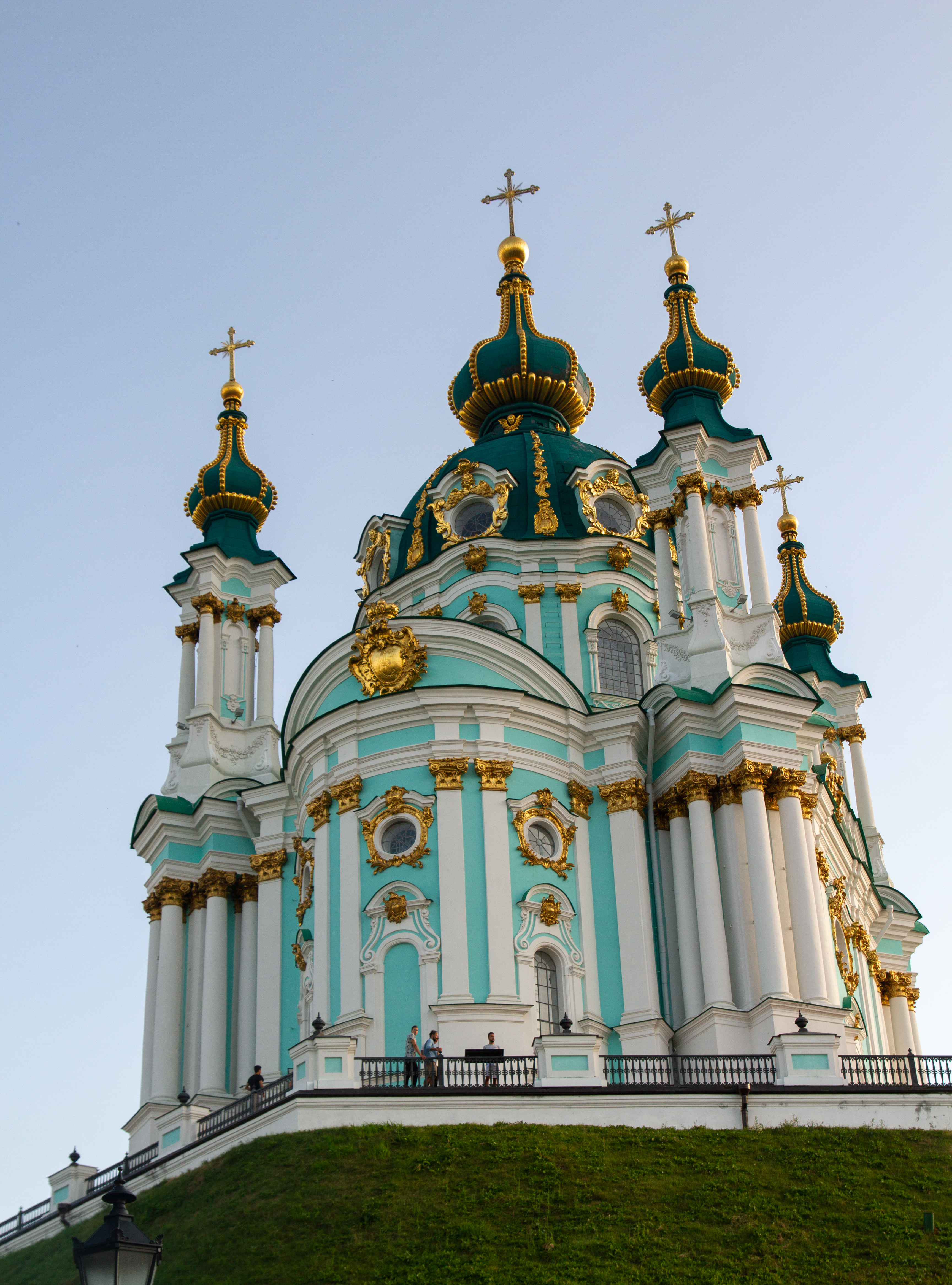
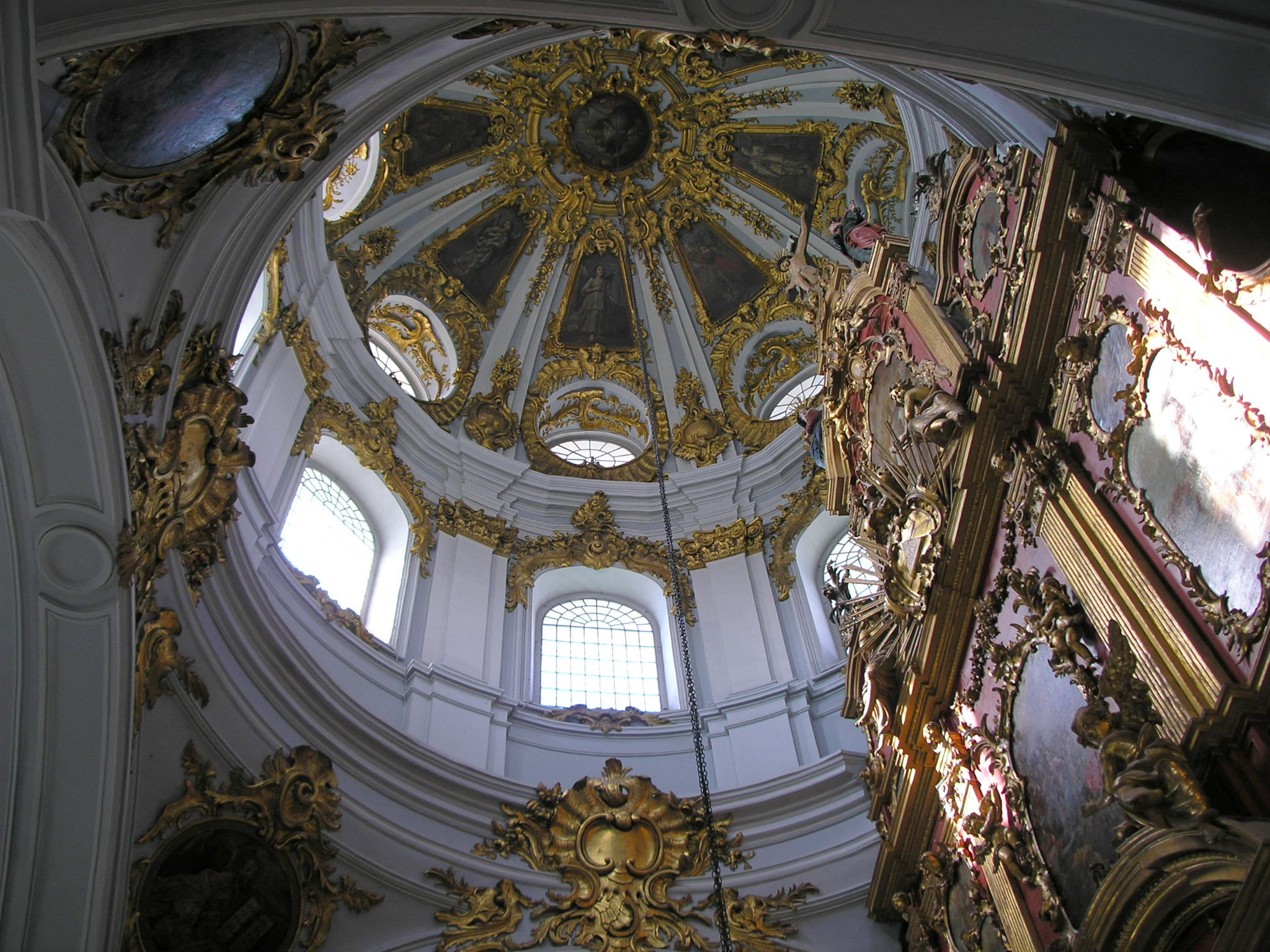
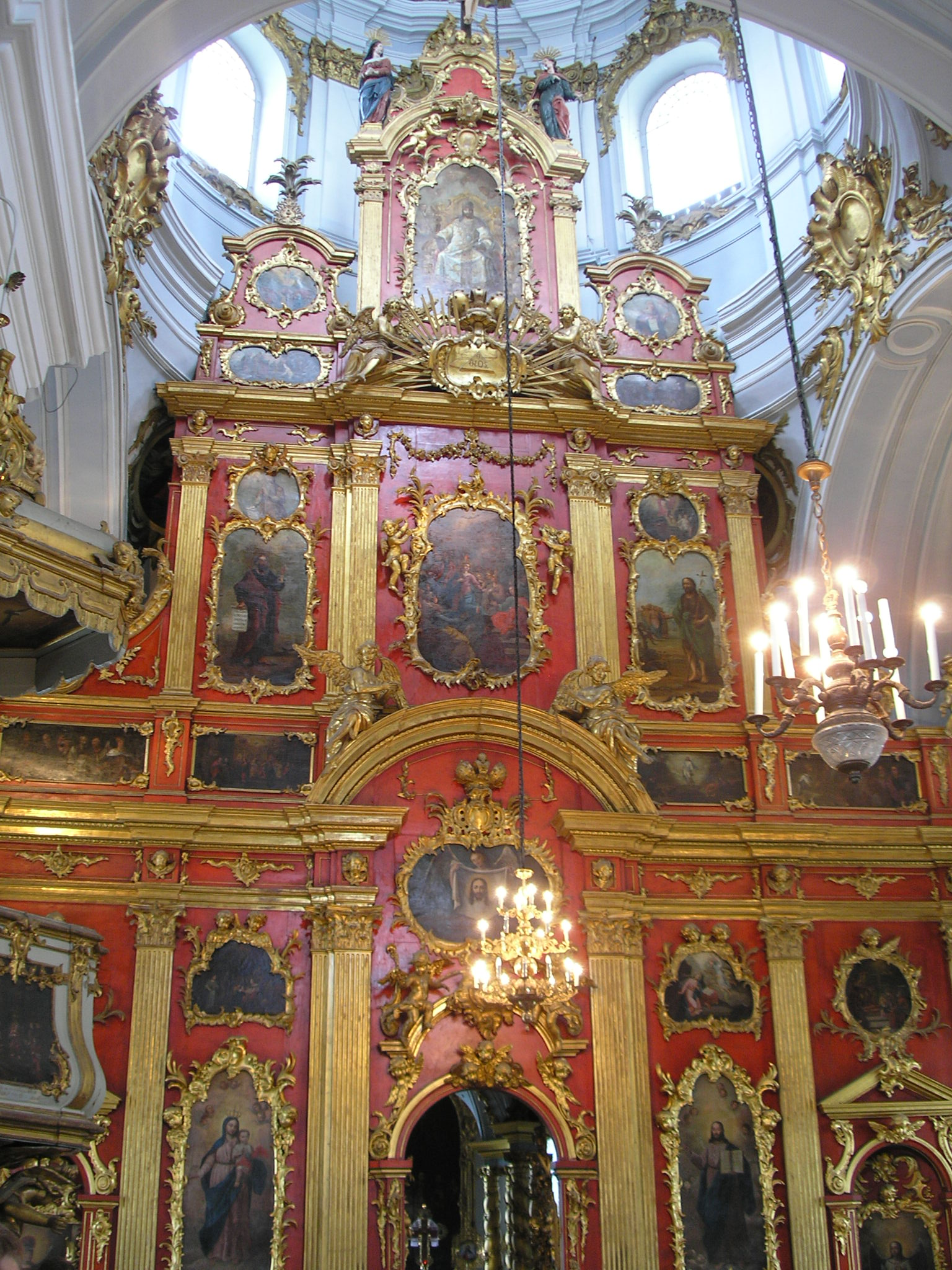
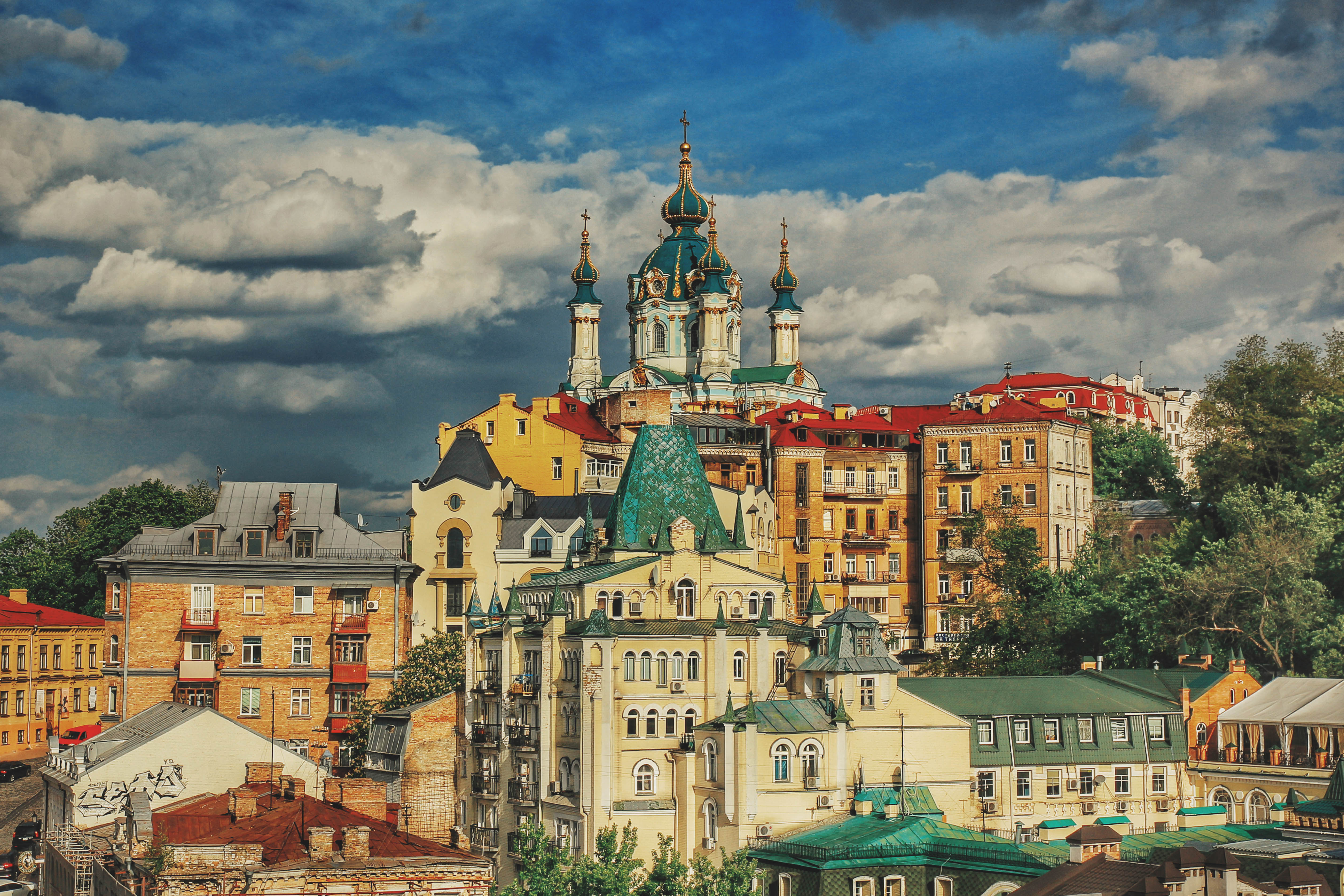
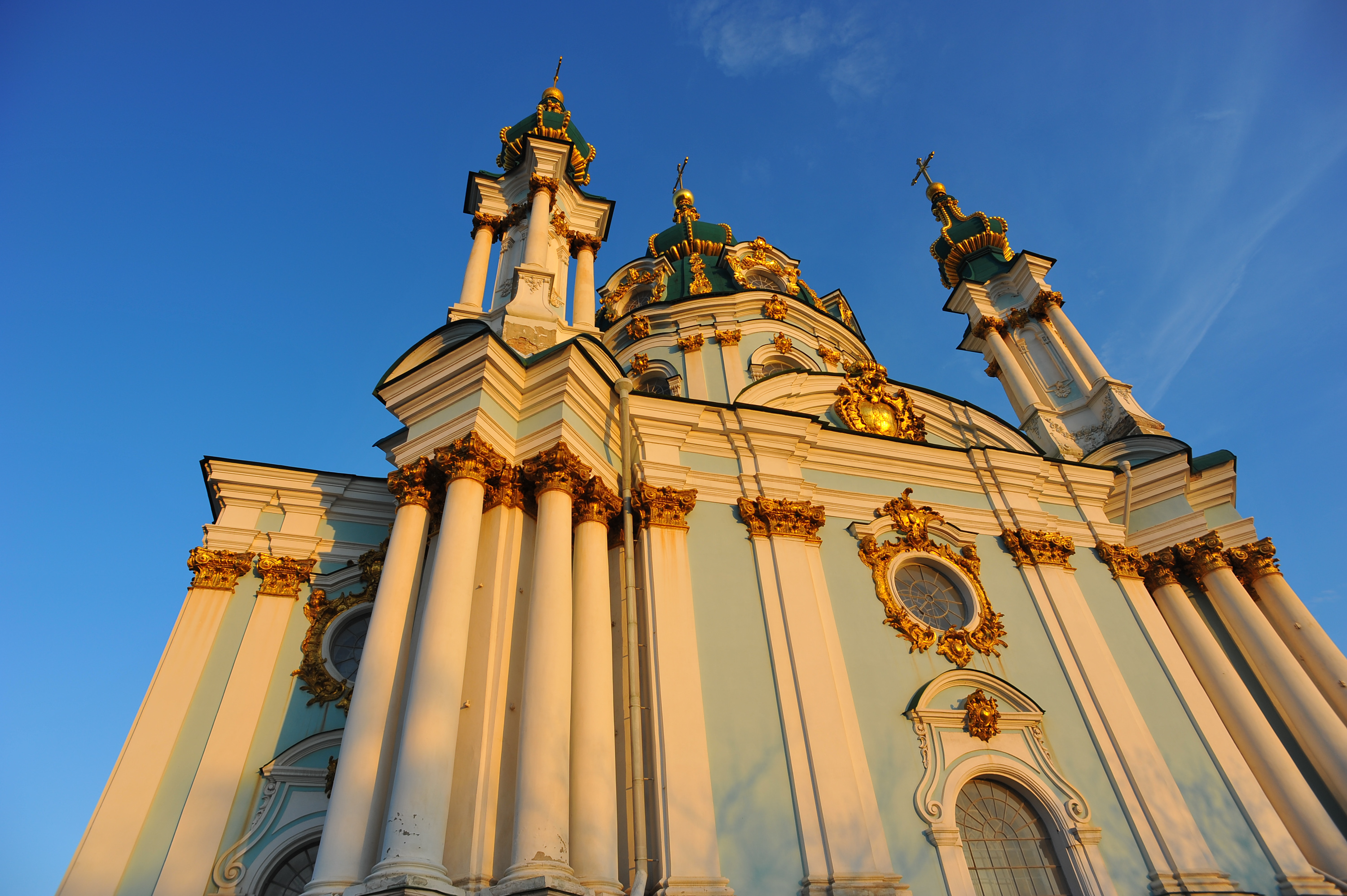
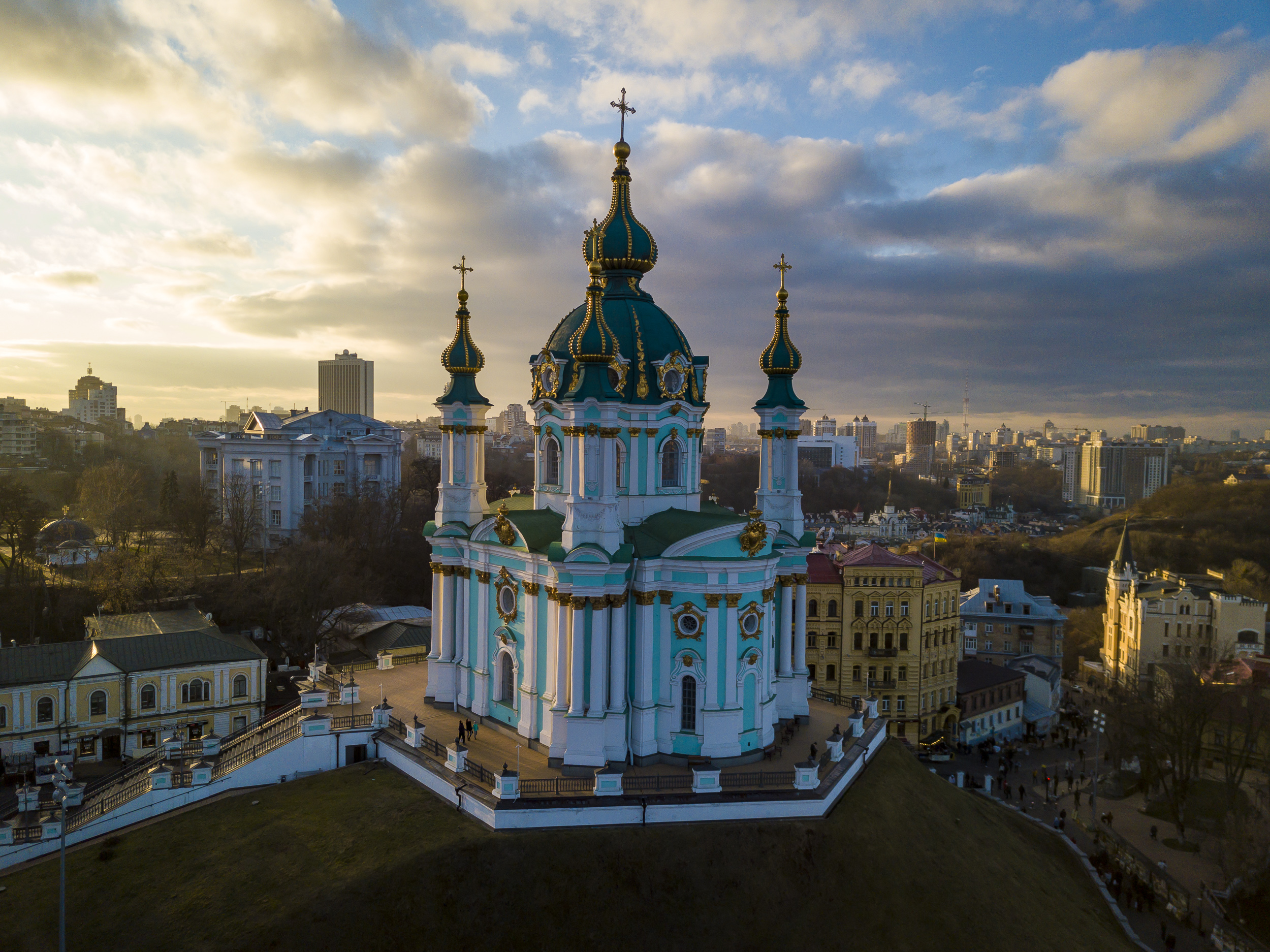